# Arkyd
Arkyd è il nome di una serie di telescopi spaziali progettati da Planetary Resources. Il progetto è stato finanziato mediante il crowdsourcing, tramite la piattaforma kickstarter.

## Finanziamento
Nel 2013, è stata organizzata una raccolta di fondi per la realizzazione del progetto. L'obiettivo prefissato era di un milione di dollari, ma la quota è stata abbondantemente superata.
Il grande successo della raccolta fondi è dovuto principalmente alla possibilità di coinvolgimento nel progetto a seconda del contributo dato, che può andare da un minimo di 10$ per l'accesso alla comunità, fino a 10.000$ e la possibilità di dare un nome ad un eventuale asteroide scoperto col telescopio finanziato.

## Caratteristiche tecniche
Il satellite è molto piccolo, uno dei più piccoli oggetti lanciati nello spazio dall'uomo: circa 40 cm di lunghezza per un peso di 15 chili.
Nonostante le sue dimensioni, la qualità delle immagini sarà notevolmente superiore rispetto ad un pari telescopio posizionato sulla terra, per via dell'assenza degli effetti disturbativi dell'atmosfera.
Il telescopio ha un'apertura di 200mm, una capacità di risoluzione di un arcosecondo e sarà in grado di effettuare osservazioni nello spettro tra 200 e 1100 nanometri.

## Lancio
Il lancio del prototipo A3 era previsto per il 2014 col trasferimento sulla ISS e la messa in orbita dal modulo Kibō.
Il razzo vettore incaricato del trasporto sulla ISS è però esploso 10 secondi dopo il lancio, distruggendo il prototipo (oltre ai rifornimenti programmati per l'equipaggio della stazione spaziale).
Il primo prototipo è arrivato ad aprile 2015 e verrà immesso in orbita per la validazione della tecnologia.

## Chiusura progetto
A maggio del 2016, come conseguenza di un calo di interesse e di fondi per continuare, Planetary Resources ha deciso di chiudere il progetto e rimborsare tutti quelli che hanno contribuito allo sviluppo dei prototipi..